# Велики седални живац
Велики седални живац, ишијадични живац или бедрени живац (лат. n.ischiadicus) највећи је живац човечјег тела који настаје из коренова крсног сплета (лат. plexus lumbosacralis – pars sacralis) лумбосакралног (слабинскокрсног) дела кичмене мождине и састоји се од моторних и сензорних неурона који учествују у инервацији делова тела од лумбосакралне (слабинскокрстне) области па све све до завршних делова доњих удова.
Велики седални живац, као главни наставак крсног (сакралног) плексуса у свом даљем току се рачва у две главне гране; голењачки (лат. n. tibialis) и лишњачки нерв (лат. n.peronei).

## Лумбосакрални плексус
Лумбосакрални плексус је сноп нервних влакана састављен од предњих грана слабинских и крсних кичмених нерава, који се анатомски гледано, састоји од функционалне јединице (два плексуса) у доњем делу трупа, који се често разматрају одвојена као слабински и сакрални (крстни) дао, али у ствари се ради о блиско повезаним регијама:

### Лумбални (слабински) плексус
Лумбални (слабински) плексус чине корени кичмених нерава из; слабинског дела (L1—L3), са појединачним влакнима из грудног (Т12) и слабинског дела (L4)

### Сакрални (крсни) плексус
Сакрални (крсни) плексус чине корени кичмених нерава; слабинског и крсног дела (L5—S3), са појединачним влакнима из слабинског (L4) и крсног дела (S4). У склопу сакралног плексуса описује се и пудендални плексус, који се као термин користи за сложену структуру која се састоји од сакралних кичмених нерава. Неки извори га описују као S2-S4 лумбосакралног плексуса. У неким старијим текстовима ради се о грубој апроксимацији кокцигеалног плексуса.
Након изласка из кичмене мождине пролазе нервни коренови, (који у каснијем току стварају лумбосакрални плексус), прво субарахноидалним простором, где се налазе у тесној вези са пијом, арахноидејом и ликвором. У дањем току коренови пролазе кроз субдурални и епидурални простор кичменог канала, те кроз уске међупршљенске отворе.
Лумбосакрални плексус пролази кроз велику и малу карлицу ретроперитонеалним простором у непосредној близини са костима карлице, дебелог црева, ректума (завршног црева) и мокраћне бешике.

## Велики седални живац
Настављајући се на лумбосакрални плексус он од влакана предњих грана четвртог и петог лумбалног (L4-L5) спиналног живца живца и првог и другог сакралног (S1-S2) спиналног живца, настаје велики седални живац, у пределу пириформног мишића. Он потом кроз велики форамен ишијадикус напушта карлицу, да би у седалном пределу, пролазећи испод великог глутеалног мишића а затим изнад великог аддуктора, покривен са прегибачима бедра, наставио свој ток дуж бутине све до горњег угла чашичне (пателарне) јаме (лат. fossa poplitea) колена, где се у 66% случајева обострано дели у своје две периферне гране:
Голењачки (тибијални) живац (лат. n.tibialis) — моторни и сензорни живац, који лежи на тибијалној ивици двоглавог мишића, иде затим споља испод главице фибуле и дели се на две гране; дубоки лишњачки живац (лат. n. peroneus profundus) и површни лишњачки живац (лат. n. peroneus superficialis).
Лишњачки (перонеални) живац лат. n.peroneus — моторни и сензорни живац који наставља ток великог седалног живаца, и у чашичној јами и лежи површно, затим пролази између две главе гастрокнемијуса и улази у поплитеални канал, где лежи испред солеуса и долази до иза тибијалног малеолуса, где пролази тарзални канал, и дели се у у унутрашњи и спољашњи плантарни живац (лат. n.plantaris medius и n.plantaris lateralis).
Међутим, познато је да завршна рачва великог седалног живаца може бити висок смештен у задњој ложи бута или чак у карлици. у око 33% случајева.
Голењачки и лишњачки живац се потом дуж потколенице рачвају у сопствене гране, које се пружају све до прстију стопала.
- Приказ великог седалног живца

- Приказ снопова оба лумбосакрална плексуса

## Зона инервације

### Моторним влакнима
Велики седални живац својим моторним влакнима инервише:
Површни лишњачки живаца
- мишиће спољашње ложе потколенице,

Дубоки лишњачки живац (n. peroneus profundus)
- мишиће предње ложе потколенице
- мишиће задње ложе бутина, велики примицач и све мишиће ногу и стопала, (лат. mm. gemelli, m.quadratus femoris, m. obturator internus, m. biceps femoris, m. semitendinosus, m. semimembranosus.)

### Сензорним влакнима
Велики седални живац својим сензорним влакнима инервише:
Површног лишњачког живца
- кожу доњег дела спољашње стране потколенице
- дорзалну страну стопала (n.cutaneus dorsalis medialis)

Дубоког лишњачког живаца
- кожу унутрашње стране другог прста
- спољашњу страну првог прста на дорзалној страни стопала.

## Патологија
Нервне структуре ишијадикуса могу оболети примарно (есенцијално), неурогено или секундарно због неке опште болести или локалног обољења суседних структура (најчешће као последица компресије или иритације) када говоримо о неуралгично-неуротичним симптомима левог, десног или оба велика седална живца.
Постоји више разлога зашто су нервне структуре које улазе у састав ишијадикуса подложније оштећењима него што се то дешава код других живаца (без обзира на ком нивоу је дошло до промена; у подручју коренова, ишијадичног сплета или у његовим периферним гранама).
Велики део неурона ишијадичних нервних структура је веома дуг (јер је то најдужи живац у телу), па је самим тим и биолошки осетљивији. Други разлог је његов специфичан пут и топографски однос са појединим органима и разноврсним структурама у телу, и на крају велика дистрибуција подручја његовог гранања у мишићима, зглобовима и кожи.
Данас се сматра да је знатан број случајева ишијадичког синдрома (и до 80%) вертебралне етиологије, као последица промена на хрскавичним и коштаним структурама и лигаментима кичменог стуба.
Парализа ишијадикуса може бити и последица тешких стеноза (сужења) кичменог канала након интервентних процедуре, што најчешћа захтева хитну оперативну декомпресију.

## Велики седални живац у религији
У јудаизму, употреба великог седалног живца у исхрани је забрањена, чак и ако је примењен (верски прихваћен) начин убијања животиње. Ово се заснива на верском обичају, који се наводи у библији (Прво Мојсијево поглавље 32) који говори о рањавању Јакова у његов „gid hanasheh” док се борио са анђелом.
Зато је употреба великог седалног живца позната у Хебрејском и као „gid hanasheh” забрањена из верских разлога. Процес уклањања великог седалног живца (као и неких великих крвних судова и забрањена употреба масти) из меса, је позната под називом („nikkur”),, или „deveining” Будући да је ово веома тежак и деликатан процес, (само врло вешт месар може да одвоји забрањени живац из меса), комади меса од задњег дела животиња (укључујући „филе мињон”) обично се не налазе у продаји у појединим земљама света.